# Codăești
Codăești è un comune della Romania di 4 800 abitanti, ubicato nel distretto di Vaslui, nella regione storica della Moldavia. 
Il comune è formato dall'unione di 4 villaggi: Codăești, Ghergheleu, Pribești, Rediu Galian.
Codăeşti ha dato i natali all'attivista politica Ana Pauker (1893-1960).